# Polana Potoczkowa
Polana Potoczkowa 720–740 m n.p.m. – polana w Sudetach Środkowych w Górach Sowich.
Polana położona jest na wschód od miejscowości Walim, na obszarze Parku Krajobrazowego Gór Sowich, w północno-zachodniej części Gór Sowich, po północnej stronie Wielkiej Sowy.
Rozległa łąka u podnóża północnego stoku Wielkiej Sowy (1015 m n.p.m.). W pobliżu polany przebiega droga nr 383. Na polanie znajduje się dolna stacja wyciągu narciarskiego, znajdowało się schronisko „Bacówka pod Wielką Sową” oraz obszerny parking. Polana stanowi doskonały punkt widokowy na panoramę rozległego Przedgórza Sudeckiego oraz Masywu Ślęży. Ze względu na dogodne położenie i walory widokowe polana jest miejscem rekreacyjnego wypoczynku i punktem wypadowym w Góry Sowie.

## Szlaki turystyczne
Południowo-zachodnim skrajem polany przechodzi  szlak turystyczny na trasie: Wielka Sowa - Polana Potoczkowa - Przełęcz Walimska - Jelenia Polana - Przełęcz Sokola